# Sondáž
Slovem sondáž označujeme lidskou činnost zvanou sondování. Jedná se o odborný průzkum zpravidla prováděný pomocí nějakého specializovaného technického zařízení (stroje, přístroje či pomůcky) – sondy. Technika sondáže se tedy používá především pro cílený průzkum míst, která jsou běžnými prostředky buďto zcela nedostupná, nebo jsou jen velmi obtížně přístupná (např. živé lidské nitro, zemské nitro, vesmír, vyšší vrstvy atmosféry, podmořské hlubiny apod.).

## Popis
Technika sondáže se používá zejména v meteorologii, geofyzice (popř. v geoologii) a v sociologii, popřípadě i v dalších oborech lidské činnosti.

### Meteorologie
Používají se zde meteorologické sondy respektive radiosondy pro zjišťování teploty, tlaku, vlhkosti vzduchu a dalších parametrů horních vrstev zemské atmosféry (jako sondy zde slouží např. meteorologické balóny).

### Geologie
Zde se provádějí sondáže pomocí vrtů do zemské kůry.

### Sociologie
Sondáží v sociologii rozumíne obvykle průzkum veřejného mínění, kdy se z menšího vzorku obyvatelstva provádí odhad platný pro celou populaci.